# Holly Hughes
Holly Hughes (9 dicembre 2007) è una nuotatrice artistica britannica.

## Palmarès
- Europei

Belgrado 2024: bronzo nella gara a squadre nel programma libero.
Funchal 2025: bronzo nel duo misto libero.

### Coppa del Mondo
- 1 podio:
  - 1 vittoria (1 nel duo)

#### Coppa del mondo - vittorie
| Data         | Luogo  | Paese   | Disciplina     |
| ------------ | ------ | ------- | -------------- |
| 1 marzo 2025 | Parigi | Francia | Duo tecnico Mx |